# 光纤线路终端

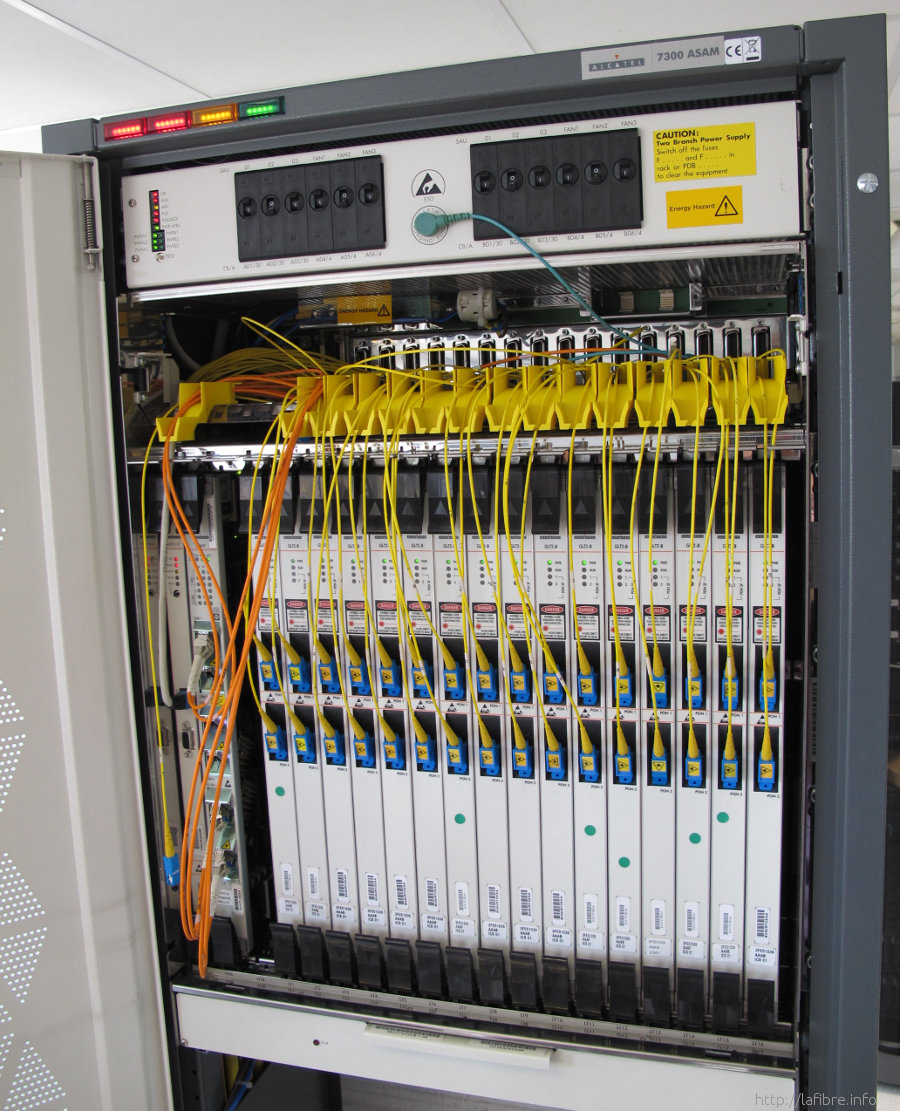
一个被法国运营商Cityplay所使用的阿尔卡特-朗讯光端机

光纤线路终端（Optical Line Termination，简称OLT），也被叫做光端机、光纤猫。它是一个运营商的无源光网络的局端设备。
它主要有以下两个功能：
1. 转换用户终端的无源光网络讯号为运营商所使用设备的电讯号。
2. 协调光网络单元之间的多路复用.
3. 可以提供多种业务：以太网数据、电话、CATV电视等

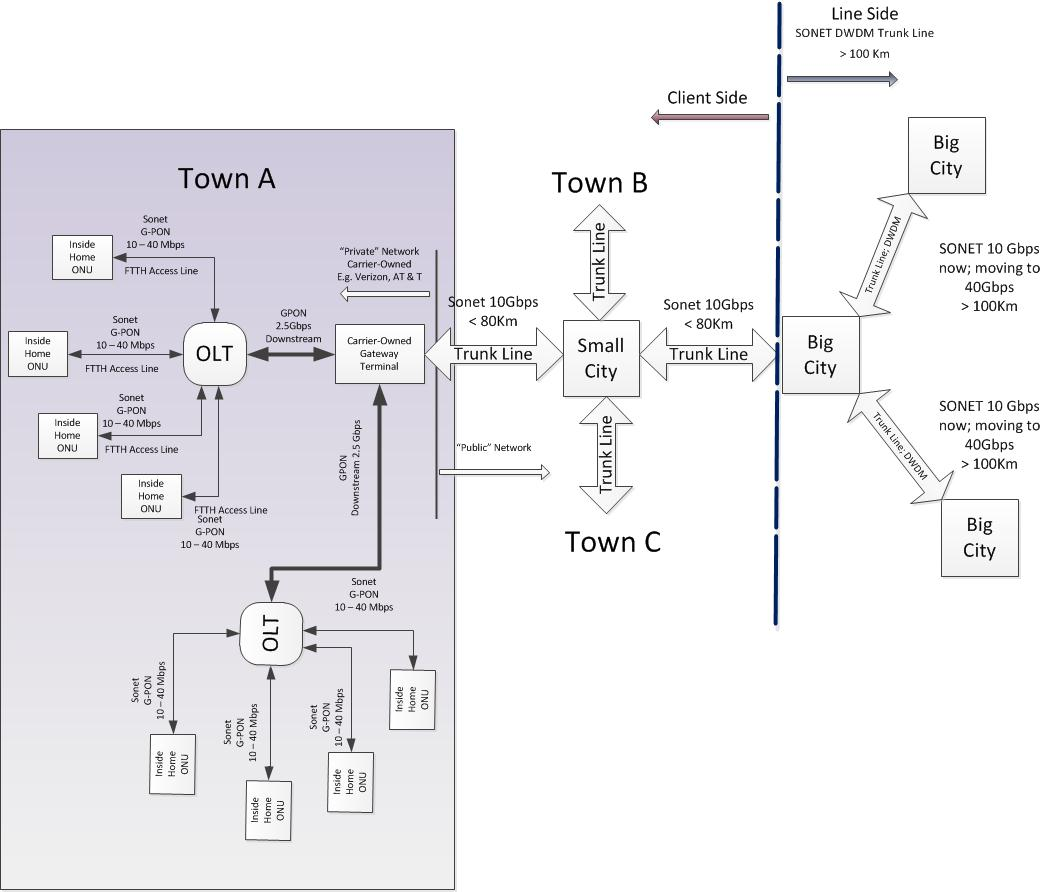
光纤网络中的 OLT 与 ONU

下面的图描述了OLT在光纤网络中的作用

## 功能
光纤线路终端有以下功能:
- 下行帧处理：接受并调制异步传输的信元来产生下行帧, 并转换下行帧的并行数据为串行数据。
- 波分复用： 执行下行帧串行数据的光/电转换并进行波分复用。
- 上行帧处理：从波分复用中分离数据, 寻找开销域, 划定接槽边界, 处理物理层运营管理并维护 (物理层运维)信元并分离每一个插槽所产生的数据。
- 产生控制信号：执行介质访问控制并产生用于上下行帧处理变量与时序信号。
- 通过使用产生的控制信号中的变量与时序信号来控制上下行帧处理